# Jürgen Schneider (Historiker)
Jürgen Schneider (* 14. Februar 1937 in Neunkirchen) ist ein deutscher Wirtschaftshistoriker.

## Leben
Schneider begann nach dem Abitur 1959 zunächst ein Studium der Rechtswissenschaften an der Universität Heidelberg. Sein zunehmendes Interesse an den Wirtschaftswissenschaften führte ihn dann nach Berlin und an die Universität Köln. Da er auch an historischen Aspekten interessiert war, studierte er bei Hermann Kellenbenz Wirtschafts- und Sozialgeschichte und legte 1966 die Prüfung zum Diplom-Handelslehrer ab.  Nach der Promotion zum Dr. rer. pol. in Erlangen 1972 war Schneider zunächst Wissenschaftlicher Assistent bei Kellenbenz und 1977 wurde er Geschäftsführer des Zentralinstituts für Fränkische Landeskunde und Allgemeine Regionalforschung, das unter der Leitung von Alfred Wendehorst stand. Nach der Habilitation an der Universität Erlangen 1979 nahm er als Privatdozent mehrere Lehrstuhlvertretungen wahr, unter anderem auch in Bamberg. Von 1985 bis 2002 war er als Nachfolger von Wolfgang Stromer Inhaber des Lehrstuhls für Wirtschafts- und Sozialgeschichte an der Otto-Friedrich-Universität Bamberg. Er war Dekan der Fakultät Geschichts- und Geowissenschaften, Sprecher der Historiker, Mitglied verschiedener zentraler Gremien und Ausschüsse der Universität. Außerdem war er für die Organisation des Historikertags 1988 in Bamberg verantwortlich. Nachfolgerin auf der zur Professur herabgestuften Stelle wurde 2004 Margarete Wagner-Braun.
Neben Studien zur Wirtschaftsgeschichte Lateinamerikas im 19. Jahrhundert geht das Repertorium Währungen der Welt, das vor allem der Dokumentation historischer Wechselkurse gewidmet ist,  auf Schneiders Initiative zurück. Gemeinsam mit Hermann Kellenbenz und Eberhard Schmitt hat er die Reihe „Beiträge zur Wirtschafts- und Sozialgeschichte“ gegründet, ab 1991 waren Schneider und Rainer Gömmel Herausgeber. Zu seinen Schülern zählen Markus A. Denzel und Nils Brübach.
In der Gesellschaft für Sozial- und Wirtschaftsgeschichte (GSWG) war Schneider von 1993 bis 1997 Schriftführer, ab 1995 auch kommissarisch Schatzmeister, und von 1997 bis 2001 Vorsitzender. Am 30. März 2019 erhielt er den Historikerpreis der Erich und Erna Kronauer-Stiftung in Schweinfurt, die Laudatio hielt Elmar Nass. In seiner Dankesrede betonte Schneider die Bedeutung von Teamarbeit für seine Trilogie über den Untergang sozialistischer Planwirtschaft.
Er war Gründungspräsident des seit 1989 bestehenden Lions Club Altdorf bei Nürnberg. 13 Jahre, von 1994 bis 2006, hat Schneider benötigt, um auf dem Jakobsweg in jährlichen Etappen Santiago de Compostela zu erreichen.

## Schriften (Auswahl)
- Handel und Unternehmer im französischen Brasiliengeschäft 1815–1848. Versuch einer quantitativen Strukturanalyse. Köln 1975.
- Einigkeit, Recht und Freiheit – 25 Jahre deutsche Wiedervereinigung (1990–2015). Eine ordnungstheoretische Analyse. Stuttgart 2017.
- Die Ursachen für den Zusammenbruch der Sowjetunion und der DDR (1945–1990). Eine ordnungstheoretische Analyse. Stuttgart 2017.
- Die Ursachen für den Zusammenbruch der Sowjetunion (1917–1945). Eine ordnungstheoretische Analyse. Stuttgart 2017.